# Belonectes parvus
Belonectes parvus är en kräftdjursart som först beskrevs av Bonnier 1896.  Belonectes parvus ingår i släktet Belonectes och familjen Munnopsidae. Inga underarter finns listade i Catalogue of Life.